# おんせんデカ 修善寺温泉駐在日記
『おんせんデカ 修善寺温泉駐在日記』（おんせんデカ しゅぜんじおんせんちゅうざいにっき）は、1999年11月26日の21:00〜22:52に、フジテレビ系列の「金曜エンタテイメント」枠で放送されたドラマ。主演は水谷豊。

## キャスト
- 和泉温夫：水谷豊
- 末松千賀子：吉田日出子
- 和泉清子：朝丘雪路
- 和泉真澄：米澤史織（子役）
- 古川明：城後光義
- 吉村輝夫：児玉謙次
- 吉村春江：中原早苗
- 美杉薫：山下容莉枝
- 秋山浩一：竹本孝之
- 須藤宗昌：草薙良一
- 香取ゆう子：吉野真弓
- 祝田伍朗：片桐竜次
- ほか：遠藤慎子、阪上和子、小林千香子、小鹿番、山本健翔、宮川ギナ、浜野明大、青木鉄仁、熊倉智恵、本山なつこ、橋本裕貴、FCプラン、早川プロ

## スタッフ
- 企画：清水賢治（フジテレビ）、瀧山麻土香（フジテレビ）
- プロデューサー：赤司学文、石川好弘
- 脚本：櫻井武晴
- 撮影：東原三郎
- 照明：山岸清海
- 美術：福留八郎、落合亮司
- 録音：山本保美
- 編集：只野信也、斉藤和彦
- VE：阪上忠雄
- メイク：山口圭子
- スタイリスト：石井朋子
- スチール：金子哲也
- V編集：住谷真
- 効果：船橋利一
- 選曲：山川繁
- 記録：中嶋菁子
- 助監督：池訓和
- 製作主任：佐々木文夫
- 広報：野村正義（フジテレビ）
- 監督：伊藤寿浩
- 製作：フジテレビ、オセロット